# 中里里
22°43′09.4″N 120°21′32.7″E / 22.719278°N 120.359083°E
中里里位於大社區之南，是高雄市大社區轄下的行政區。面積0.22平方公里，行政區包含16鄰，1,364戶，3,606人（至2021年10月止）。

## 地理
中里里位於大社區之南，現有面積0.22平方公里，村落聚落原稱「林仔邊」，日治時代設置「林子邊」大字，1951年大社鄉成立時，將村名林子邊改為中里村，原因為大社鄉就屬「觀音中里」，各取「觀音」、「中里」為村落名稱，本地為日治時代仁武庄（大社、仁武兩區之地）的地理中心位置，故以中里命名。

## 聚落歷史
本里東緣為觀音山尾端的丘陵地，有不少殘留的圳道、埤塘分布於本里東南的淺丘、山邊地帶，見證農業時代土地墾殖的艱辛歷史。
本里北邊為「盧厝」所在地附近，開基祖為明鄭時期來台的盧觀，祖籍廣東潮州府饒平縣大埔口。盧姓為大社區第七大姓，本里最大姓氏宗族，戰後初期盧姓人口約佔本里人口之半數。
清代乾隆年間水利開發總督埤，總督二字據傳聞有閩浙總督到臺灣巡視旱田狀況，路過此地命人疏通以利灌溉，故名。

## 教育
本里於日治時代曾設有「仁武公學校」，1924年日人將仁武第一公學校與三奶壇的第二公學校撤銷，合併設立仁武公學校。1938年四月決定仁武、大社分離獨立設校，後為大社國小前身。
現今本里學區規劃於觀音國小。

## 文化資源／文化資產

### 承天宮
當地人稱王爺廟，本廟創立於1976年，主祀溫府王爺，共有五尊，副祀觀音、註生娘娘、福德正神、中壇元帥，現有宋江陣與大鼓陣於慶典時參與活動。

### 嘉隆宮
主祀神為福德正神，陪祀神為中壇元帥、濟公禪師、玉皇大帝、觀音佛祖、關聖帝君、齊天大聖等眾神祇，創建年代不詳，至1984年重修。
該廟位早期雨季道路時常積水使交通斷絕，唯獨廟址所在地無積水可以通行，村民視為神蹟，找一塊高約一尺二的予以敬拜，現供奉在神龕上。
據傳剛開始祭拜此土質硬塊時，只有蓋一面約二尺高的短牆靠著，前面擺個香爐，後經三次整修，現廟門兩側各有一顆榕樹，信徒並以「松公」名義加以祭祀。